# Ekvatorialguineas provinser
Ekvatorialguinea är indelat i sju provinser (provincias). Provinserna är i sin tur indelade i trettio distrikt. 
| Nr | Provins     | Huvudstad           | Yta (km²) | Invånare (2001) | Karta                       |
| -- | ----------- | ------------------- | --------- | --------------- | --------------------------- |
| 1  | Annobón     | San Antonio de Palé | 17        | 5 008           | Ekvatorialguineas provinser |
| 2  | Bioko Norte | Malabo              | 776       | 231 428         | Ekvatorialguineas provinser |
| 3  | Bioko Sur   | Luba                | 1241      | 29 034          | Ekvatorialguineas provinser |
| 4  | Centro Sur  | Evinayong           | 9931      | 125 856         | Ekvatorialguineas provinser |
| 5  | Kié-Ntem    | Ebebiyín            | 3943      | 167 279         | Ekvatorialguineas provinser |
| 6  | Litoral     | Bata                | 6665      | 298 414         | Ekvatorialguineas provinser |
| 7  | Wele-Nzas   | Mongomo             | 5478      | 157 980         | Ekvatorialguineas provinser |